# Auchel
Auchel település Franciaországban, Pas-de-Calais megyében. Lakosainak száma 10 124 fő (2022. január 1.). Auchel Burbure, Cauchy-à-la-Tour, Lozinghem, Marles-les-Mines, Allouagne, Calonne-Ricouart és Ferfay községekkel határos.

## Népesség
A település népességének változása:
| Lakosok száma | 10 863 | 10 574 | 10 504 | 10 291 | 10 399 | 10 272 | 10 221 | 10 062 | 10 124 |
|               | 2013   | 2015   | 2016   | 2017   | 2018   | 2019   | 2020   | 2021   | 2022   |